# 제61회 프라임타임 에미상
제61회 프라임타임 에미상은 2009년 9월 20일에 열린 시상식이다.

## 수상 및 후보

### TV 드라마-남우주연상
- 브레이크 배드 - 브라이언 크랜스톤 수상

### TV 드라마-여우주연상
- 데미지 - 글렌 클로즈 수상

### TV 코미디-남우주연상
- 30 락 - 알렉 볼드윈 수상

### TV 코미디-여우주연상
- 유나이티드 스테이트 오브 타라 - 토니 콜렛 수상

### TV 미니시리즈,영화-남우주연상
- 인투 더 스톰 - 브렌단 글리슨 수상

### TV 미니시리즈,영화-여우주연상
- 그레이 가든스 - 제시카 랭 수상

### TV 드라마-남우조연상
- 로스트 - 마이클 에머슨 수상

### TV 드라마-여우조연상
- 24 - 체리 존스 수상

### TV 코미디-남우조연상
- 투 앤 어 하프 멘 - 존 크라이어 수상

### TV 코미디-여우조연상
- 푸싱 데이지 - 크리스틴 체노웨스 수상

### TV 미니시리즈,영화-남우조연상
- 그레이 가든스 - 켄 하워드 수상

### TV 미니시리즈,영화-여우조연상
- 하우스 오브 사담 - 슈레 아그다쉬루 수상

### TV 드라마-감독상
- ER - 로드 홀콤 수상

### TV 미니시리즈,영화-감독상
- 리틀 도릿 - 디어블라 월스 수상

### TV 미니시리즈,영화-각본상
- 리틀 도릿 - 앤드류 데이비스 수상

### TV 버라이어티,음악,코미디-감독상
- 아메리칸 아이돌 - 브루스 고워스 수상

### TV 드라마-최우수작품상
- 매드 맨 - 팀 헌터 수상

### TV 코미디-최우수작품상
- 30 락 - 아담 번스타인 외1명 수상

### TV 영화-최우수작품상
- 그레이 가든스 - 마이클 수지 수상

### TV 버라이어티,음악,코미디-최우수작품상
- 데일리 쇼

### TV 리얼리티 경쟁-최우수작품상
- 서바이버